# Elezioni generali nel Regno Unito del 1959
Le elezioni generali nel Regno Unito del 1959 si tennero l'8 ottobre e rappresentarono la terza vittoria consecutiva per il Partito Conservatore, allora guidato da Harold Macmillan. I conservatori incrementarono ulteriormente la propria presenza in Parlamento fino a 100 seggi di vantaggio rispetto al Partito Laburista di Hugh Gaitskell. Tuttavia, nonostante questo successo, non riuscirono ad ottenere la maggioranza dei seggi in Scozia, dando inizio ad una tendenza che si protrae fino ad oggi; da allora infatti i laburisti mantennero il dominio in Scozia, fino alla crescita del Partito Nazionale Scozzese alle elezioni del 2015.

## Scenario
Dopo la crisi di Suez del 1956, il Primo Ministro conservatore Anthony Eden divenne impopolare e si dimise all'inizio dell'anno successivo lasciando il posto a Harold Macmillan. In quel momento il Partito Laburista, con Hugh Gaitskell che aveva preso il potere da Clement Attlee poco dopo le elezioni del 1955, godeva di un grande sostegno nei sondaggi, e sembrava potesse vincere sui conservatori.
Anche il Partito Liberale aveva un nuovo leader, Jo Grimond, il che rese questa elezione la prima per tutti e tre i leader dei principali partiti.
I conservatori alla fine ebbero una risalita nei gradimenti per via del miglioramento dell'economia sotto Macmillan, e rimase alto anche il suo gradimento personale. Dal settembre 1958 i conservatori rimasero stabilmente in testa nei sondaggi a scapito dei laburisti.

## Risultati
| Liste  | Liste                     | Voti       | %      | Variazione % | Seggi | Variazione seggi |
| ------ | ------------------------- | ---------- | ------ | ------------ | ----- | ---------------- |
|        | Conservatore              | 13.750.875 | 49,4%  | 0,3%         | 365   | 20               |
|        | Laburista                 | 12.216.172 | 43,8%  | 2,6%         | 258   | 19               |
|        | Liberale                  | 1.640.760  | 5.9%   | 3,2%         | 6     | 0                |
|        | Plaid Cymru               | 77.571     | 0,2%   | 0%           | 0     | 0                |
|        | Sinn Féin                 | 63.415     | 0,2%   | 0,2%         | 0     | 2                |
|        | Comunista                 | 30.896     | 0,1%   | 0%           | 0     | 0                |
|        | Nazionale Scozzese        | 21.738     | 0,1%   | 0%           | 0     | 0                |
|        | Indipendenti laburisti    | 20.062     | 0,1%   | 0%           | 0     | 0                |
|        | Indipendenti conservatori | 14.118     | 0,1%   | 0,1%         | 1     | 1                |
| Totale | Totale                    | 27.862.652 | 100,00 |              | 630   |                  |

| 365          | 258       | 6   | 1 |
| Conservatori | Laburisti | Lib | A |

|              |              |  |       |       |
| ------------ | ------------ |  | ----- | ----- |
| Conservatori | Conservatori |  | 49,4% | 49,4% |
| Laburisti    | Laburisti    |  | 43,8% | 43,8% |
| Liberali     | Liberali     |  | 5,9%  | 5,9%  |
| Indipendenti | Indipendenti |  | 0,2%  | 0,2%  |
| Altri        | Altri        |  | 1,0%  | 1,0%  |

|              |              |  |       |       |
| ------------ | ------------ |  | ----- | ----- |
| Conservatori | Conservatori |  | 57,9% | 57,9% |
| Laburisti    | Laburisti    |  | 41,0% | 41,0% |
| Liberali     | Liberali     |  | 1,0%  | 1,0%  |
| Sinn Féin    | Sinn Féin    |  | 0,2%  | 0,2%  |